# Jim Bergerac ermittelt
Jim Bergerac ermittelt (Originaltitel: Bergerac) ist eine Krimiserie, die von 1981 bis 1991 von der BBC produziert und 1981 zum ersten Mal in Großbritannien ausgestrahlt wurde. Die deutsche Erstausstrahlung erfolgte 1985 im DDR-Fernsehen und 1986 auf RTL, dort unter dem Originaltitel. Zuletzt wurde sie 1995 auf VOX ausgestrahlt.
Die britische Kanalinsel Jersey ist der Schauplatz der Handlung und war auch der Drehort. Die Hauptrolle des Polizisten Jim Bergerac wurde von John Nettles gespielt.

## Inhalt

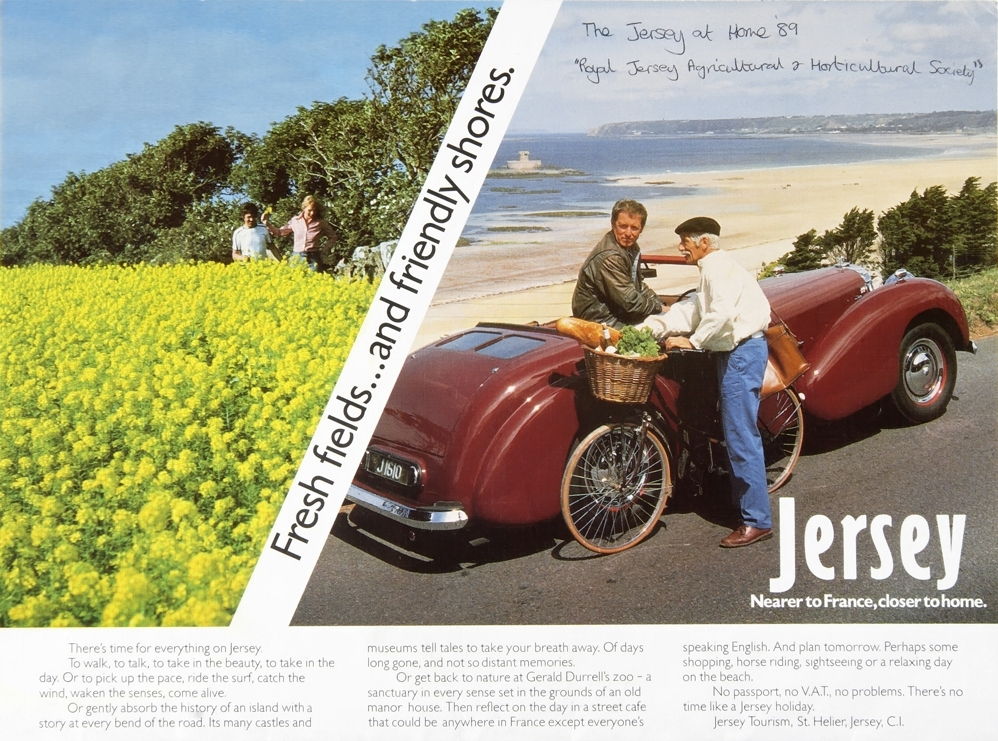
Jim Bergerac ermittelt auf Jersey

Jim Bergerac ist ein Polizist im Rang eines Detective Sergeant, der mit seinem Partner Chief Inspector Crozier im Ausländerbüro von Jersey arbeitet. Da die Insel bedingt durch ihren politischen Status (Steuer- und Zollvorteile) neben Touristen auch Kriminelle anzieht, beziehen sich seine Ermittlungsfälle beispielsweise auf dubiose Geschäfte, Versicherungsbetrug, Drogenhandel oder Entführungen, in die Inselfremde verwickelt sind. Auf beruflicher Ebene genießt er einen guten Ruf und ist als „Spürhund von Jersey“ bekannt.
Allerdings hat er private Probleme zu bewältigen, insbesondere mit Alkohol. Er hat zwar viele Freundinnen, mit deren Hilfe er auch Fälle löst, jedoch lebt er getrennt von seiner Ehefrau Deborah und der gemeinsamen Tochter Kim. Deborahs Vater Charlie Hungerford, ein Millionär und geheimnisvoller Geschäftsmann, scheint oft bei seinen Fällen auf irgendeine Weise involviert zu sein.

## Produktion
Schöpfer der Fernsehserie ist Robert Banks Stewart, der als Autor für 24 Folgen verantwortlich zeichnet und bis 1983 auch als Produzent an der Serie arbeitete. Zahlreiche weitere Autoren und mehrere Produzenten arbeiteten an den übrigen Folgen. Ebenso war auch eine Vielzahl von Regisseuren beteiligt.

## Besetzung
| Hauptdarsteller   |                                 |                                                     |
| John Nettles      | Detective Sergeant Jim Bergerac | Michael Telloke                                     |
| Terence Alexander | Charlie Hungerford              | Günter Wolf (1. Stimme) Wolfgang Lohse (2. Stimme)  |
| Sean Arnold       | Chief Inspector Barney Crozier  | Eckhard Bilz                                        |
| Cecile Paoli      | Francine                        |                                                     |
| Deborah Grant     | Deborah Bergerac                | Ursula Genhorn (1. Stimme) Jessy Rameik (2. Stimme) |
| Tony Melody       | Chief                           | Wilfried Ortmann                                    |
| Mela White        | Diamante Lil                    |                                                     |
| Annette Badland   | Charlotte                       |                                                     |
| Lindsay Heath     | Kim Bergerac                    |                                                     |
| Kevin Stoney      | Horatio Nelson                  | Erhard Köster                                       |
| Geoffrey Leesley  | Terry Wilson                    | Peter Zintner                                       |
| Jonathan Adams    | Dr. Lejeune                     | Franz Viehmann                                      |
| Celia Imrie       | Marianne Bellshade              | Karin Reif (1. Stimme) Silke Matthias (2. Stimme)   |
| Lee Montague      | Dupont                          |                                                     |
| Liza Goddard      | Philippa Vale                   | Angelika Waller                                     |
| Louise Jameson    | Susan Young                     | Friederike Aust                                     |
| Nancy Mansfield   | Peggy Masters                   | Gertraud Klawitter                                  |
| Jolyon Baker      | Barry Goddard                   | Peter Reinhardt                                     |
| John Telfer       | Willy Pettit                    |                                                     |
| David Kershaw     | Ben Lomas                       |                                                     |
| Sue Lloyd         | Eva Southurst                   | Renate Rennhack                                     |
| Jack Watling      | Frank Blakemore                 | Achim Petry                                         |
| Thérèse Liotard   | Danielle Aubry                  | Heidrun Bartholomäus                                |
| Michael Mellinger | Albert Leufroid                 | Detlev Witte                                        |
| Roger Sloman      | Deffand                         |                                                     |

Weitere Darsteller (u. a. Norman Wisdom) hatten Gastauftritte in der Serie.

## Veröffentlichungen
In deutscher Sprache wurden bisher die Staffeln 1 bis 8 ohne die Weihnachtsspecials veröffentlicht. Von der 9. Staffel liegt keine deutsche Fassung vor. In englischer Sprache sind alle 9 Staffeln mit den Weihnachtsspecials erhältlich.